# Oulad H'Cine
Oulad H'Cine (en àrab أولاد حسين, Ūlād Ḥsīn; en amazic ⵡⵍⴰⴷ ⵃⵙⵉⵏ) és una comuna rural de la província de Sidi Slimane, a la regió de Rabat-Salé-Kenitra, al Marroc. Segons el cens de 2014 tenia una població total de 32.130 persones.